# 除名太平洋颱風名稱列表

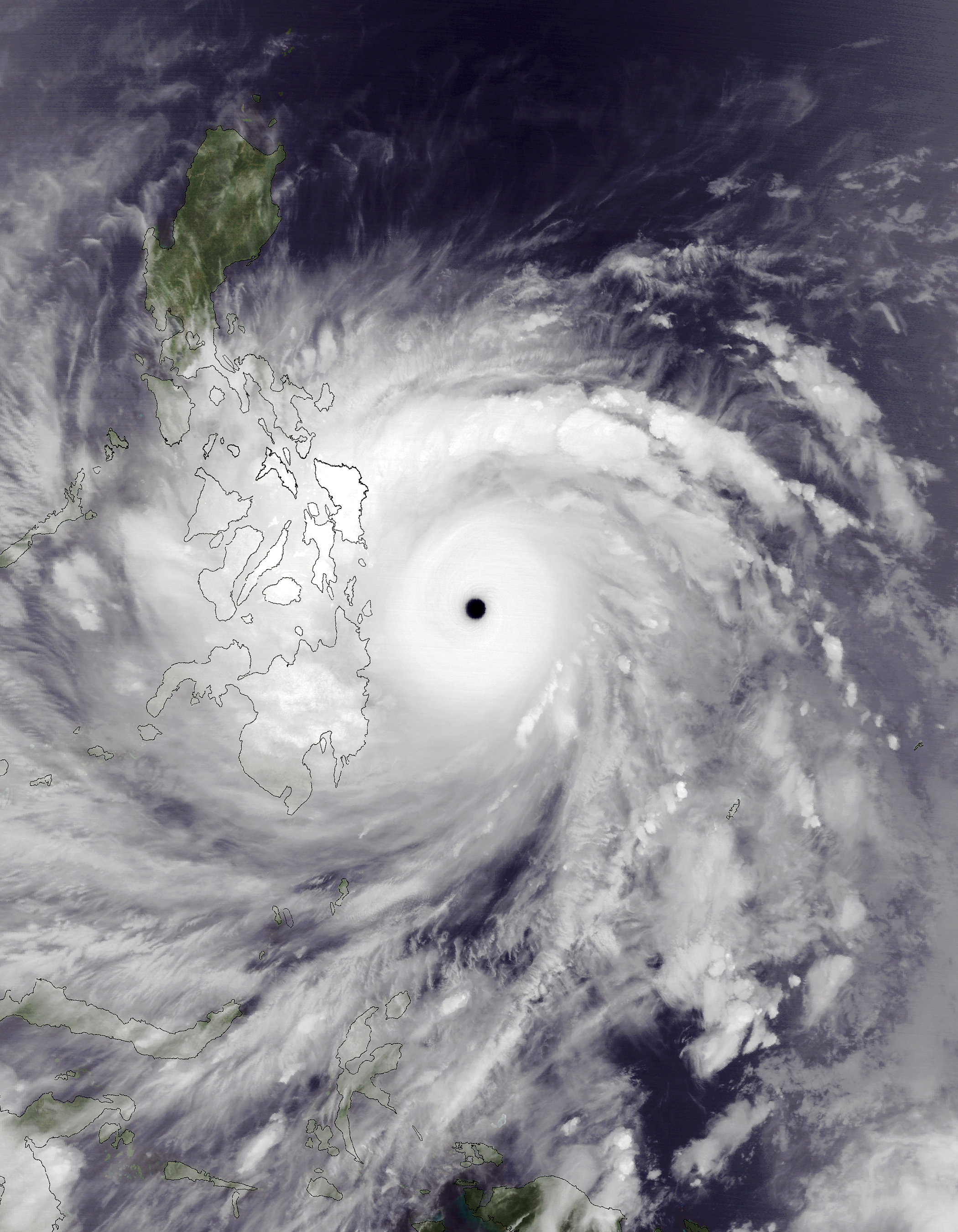
達到巔峰強度的颱風海燕

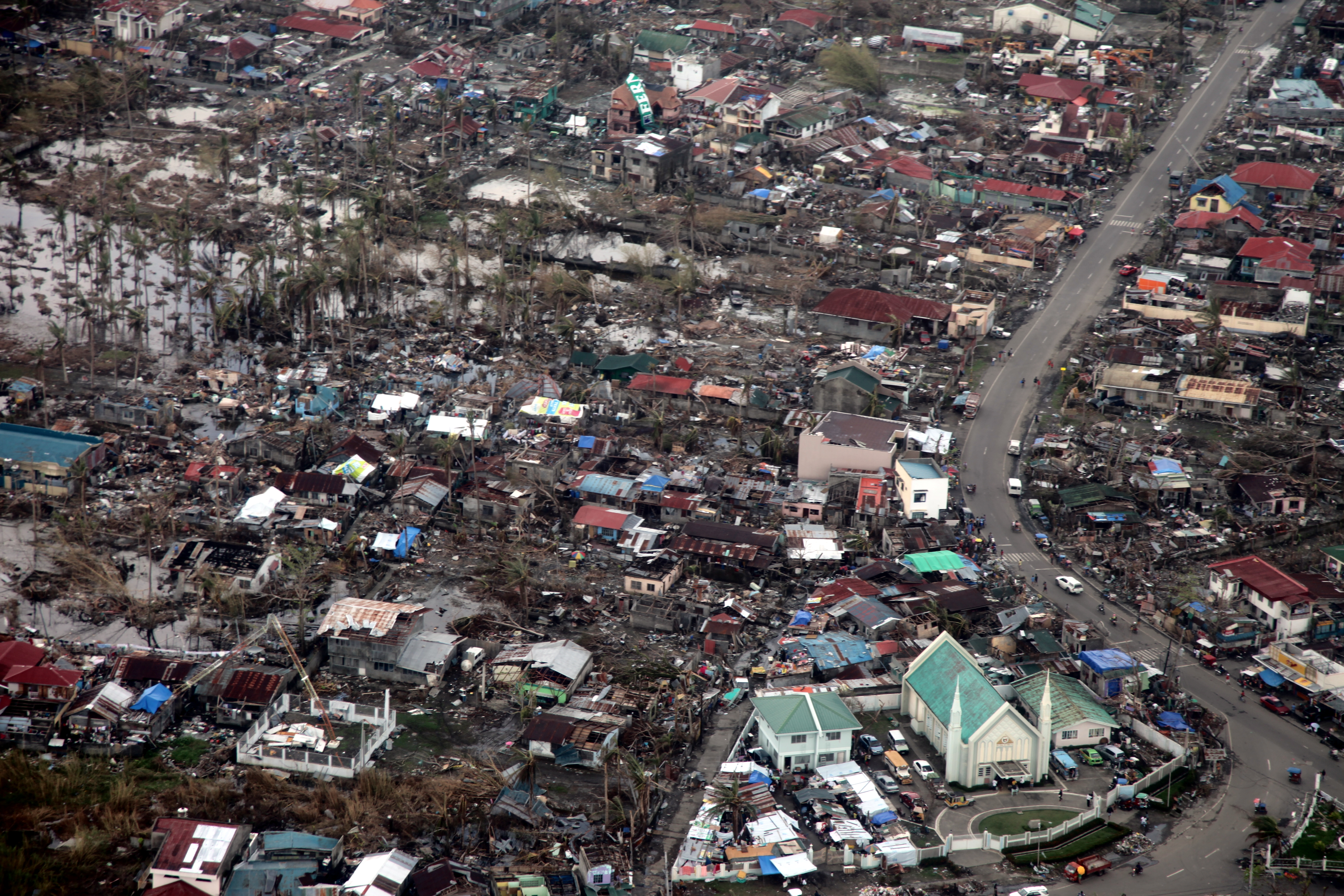
颱風海燕吹襲過後的獨魯萬市空拍照

太平洋颱風指国际日期变更线以西、赤道以北太平洋形成的熱帶氣旋。從20世紀有命名紀錄起至今，有88個熱帶氣旋名字被除名，包括從未被使用的名字「翰文」和「庫都」。在1999年及以前，西北太平洋的熱帶氣旋命名工作是由美國方面負責，並由他們執行除名工作。2000年起，命名表改由世界氣象組織颱風委員會制訂，再交由日本氣象廳命名，而颱風委員會都會舉行年度會議，商討部份熱帶氣旋名稱的去留。
其會員國有權要求將熱帶氣旋名字除去，在委員會批准替補名字後，就會交由日本氣象廳進行替換工作。大多數台风被除名是因為其在某地區造成嚴重影響，但有些名字卻基於其他技術性原因而被除名，例如熱帶風暴畫眉因创下最接近赤道的熱帶氣旋的纪录而被除名（不过後來該紀錄於2004年被氣旋阿耆尼所打破）。

## 概述
在1999年及以前，西北太平洋的熱帶氣旋命名工作是由美國海軍（1959年前）及聯合颱風警報中心（1959至1999年）負責，其命名表由四組共84個名字組成，早期是以西方女性名字依英文字母排列命名（除了Q、U、X、Y、Z），到了1979年才開始改以男女名字相間的順序命名，到1990年起因加入Y、Z名字字首，令每份名單名字數目增至有23個，命名表就有92個名字。在1981年之前，聯合颱風警報中心更同時為西北太平洋熱帶氣旋編配一個國際編號，後來交由日本氣象廳負責。在該段時期的熱帶氣旋都非正式地採用這些名字，有關亞洲國家氣象部門以及其轄區內的天氣報告是否使用這些颱風名稱，則由他們自行決定，當中有些名字因造成了嚴重影響而被美方自行除名和替換。
聯合颱風警報中心於1995年因應「基地關閉與重整法案」開始撤離關島，於是有部分亞洲國家代表在世界氣象組織颱風委員會第31屆會議中，以此為理由，提出改革颱風命名表的建議，以彰顯亞洲各地區特色。颱風委員會接納此建議，並著手制訂新命名表。所以自2000年開始，這份命名表改由颱風委員會制訂，再交由日本氣象廳為所有在此之後生成、達到熱帶風暴強度的熱帶氣旋命名。命名表由五份名單組成，總共有140個名字，每份名單分別由14個颱風委員會委員國各提供兩個名字，名字會由所提供國家的英文國名順序使用，當用完140個名字之後，就會回到第一個重新開始。而菲律賓大氣地球物理和天文管理局（1972年12月8日前名為菲律賓氣象局）則於1963年始使用自己一套命名法，為所有進入或產生於菲律賓風暴責任範圍以內的熱帶氣旋進行命名，作當地警報用途，名單每四年循環再用。

### 除名理由及過程
現時，當某個熱帶氣旋在某地區造成嚴重破壞，受影響的地區可提出要求將有關名字除去，不再被使用。為該熱帶氣旋起名的國家會向颱風委員會再提出一個名字作為替補；當颱風委員會批准此新名字，就會交由日本氣象廳進行替換工作。各地區的名字來源也有不同，例如中国大陆和香港會舉行命名比賽讓公眾提名，再選出若干優勝名字，提交颱風委員會確認選擇其中一個名字。
此外，有部分名字基於不同原因而被除名。2000年颱風委員會第33屆會議中，泰國提供的「翰文」（Hanuman）受到印度氣象局以宗教因素（其英文拼音为印度教神祇）為由反對，最終在未被使用下由「莫拉克」替代；美國提供的「庫都」（Kodo）也因為在密克羅尼西亞發音上帶有不雅成分，於是改名為「艾利」。2001年，熱帶風暴畫眉因成為當時最接近赤道生成的熱帶氣旋而被除名（然而該紀錄於2004年被氣旋阿耆尼打破）。2005年，香港天文台在颱風委員會第38屆會議上以沒有地方代表性為由要求將「欣欣」和「婷婷」除名，原先計劃以市民提名的「太極」和「木棉」取代它們，但颱風委員會以在其他語言有負面意思為由不批准，故分別改以「白海豚」和「獅子山」取代。2007年，由於「娜比」音似阿拉伯文之「先知」詞彙，為避免有宗教觀點衝突而除名。2014年，由於「清松」（Sonamu）音似“Tsunami”（海啸），造成馬來西亞沿海居民恐慌而除名。2012
年，「韋森特」與東北太平洋颶風命名表產生同名衝突，因此除名。2022年的「馬勒卡」則因為在希臘文中有色情的不雅意味、2024年的「燕子」（Jebi）則因為在克羅地亞文中有負面意思被英國氣象局要求除名。除了上述十個名字，其餘均是因為在某地區造成嚴重影響而被替換的。另外，有九個名字曾更換英文拼寫：
| 更改年份 | 中文名稱 | 原英文名稱 | 新英文名稱 |
| -------- | -------- | ---------- | ---------- |
| 2002年   | 米克拉   | Megkhla    | Mekkhala   |
| 2002年   | 玫瑰     | Kularb     | Kulap      |
| 2002年   | 威馬遜   | Ramasoon   | Rammasun   |
| 2002年   | 韋帕     | Vipa       | Wipha      |
| 2008年   | 格美     | Kaemi      | Gaemi      |
| 2008年   | 飛燕     | Chebi      | Jebi       |
| 2008年   | 浣熊     | Noguri     | Neoguri    |
| 2008年   | 薔薇     | Changmi    | Jangmi     |
| 2008年   | 天鵝     | Koni       | Goni       |

值得注意的是，虽然臺灣受太平洋颱風影响，由於两岸政治原因，中華民國（臺灣）交通部中央氣象署並不是颱風委員會成員，故此無權提出熱帶氣旋名字及除名要求。惟第41次颱風委員會會議上，有一名英語譯音為「Mr. Wu Jingyuan」的澳門居民自稱代表臺灣，向颱風委員會提出將「莫拉克」除名要求，其後獲得通過。

## 20世紀除名名稱
列表內名單會列出其巔峰強度，最高持續風速是以一分鐘平均風速來計算；而有關風災帶來的經濟損失是以當年美元計算。另外，據聯合颱風警報中心對熱帶氣旋等級的定義，此列表中會以不同顏色代表不同級別的熱帶氣旋：
- 青藍色背景代表熱帶風暴，一分鐘平均風速為63－118公里／小时，包括日本氣象廳定義下的強烈熱帶風暴。
- 淡黃色背景代表一級颱風，一分鐘平均風速為119－153公里／小时。
- 黃色背景代表二級颱風，一分鐘平均風速為154－177公里／小时。
- 淡橙色背景代表三級颱風，一分鐘平均風速為178－208公里／小时。
- 紅色背景代表四級颱風，一分鐘平均風速為209－251公里／小时。
- 紫色背景代表五級颱風，一分鐘平均風速為252公里／小时或以上。

請注意於1974年除名的「貝絲」（Bess）在1979年命名表改革中再次被加入，但於1982年因超級颱風貝絲嚴重影響日本而再次被取代。而1960年的歐菲莉因其行進距離之長（行進距離約5,000英里（8,047））而遭替換。
| 名稱          | 替代 名稱  | 持續日期                 | 最高 強度  | 最高持續風速                   | 中心最低氣壓             | 受影響地區                         | 經濟 損失 | 死亡 人數 | 參考                               |
| ------------- | ---------- | ------------------------ | ---------- | ------------------------------ | ------------------------ | ---------------------------------- | --------- | --------- | ---------------------------------- |
| 露西          | 羅拉       | 1960年5月25日 – 6月4日   | 熱帶風暴   | 85 公里/小時（50 英里/小時）   | 985 百帕（29.09 吋汞柱） | 菲律賓                             | $200萬    | >300      | [ 20 ] [ 21 ] [ 22 ] [ 23 ] [ 24 ] |
| 歐菲莉        | 婀拉       | 1960年11月21日 – 12月6日 | 四級颱風   | 250 公里/小時（155 英里/小時） | 925 百帕（27.32 吋汞柱） | 加羅林群島                         | 不詳      | 2         | [ 25 ]                             |
| 凱倫          | 開梅       | 1962年11月7日 – 17日     | 五級颱風   | 295 公里/小時（185 英里/小時） | 894 百帕（26.40 吋汞柱） | 關島                               | $2.5億    | 11        | [ 26 ]                             |
| 貝絲 （1974） | 邦妮       | 1974年10月8日 – 14日     | 一級颱風   | 120 公里/小時（75 英里/小時）  | 977 百帕（28.85 吋汞柱） | 菲律賓、中國大陸、越南             | $920萬    | 32        | [ 27 ] [ 28 ]                      |
| 貝絲 （1982） | 白蘭黛     | 1982年7月21日 – 8月3日   | 五級颱風   | 260 公里/小時（160 英里/小時） | 900 百帕（26.58 吋汞柱） | 日本                               | $23.2億   | 95        | [ 29 ] [ 30 ]                      |
| 艾克          | 依安       | 1984年8月26日 – 9月6日   | 四級颱風   | 230 公里/小時（145 英里/小時） | 950 百帕（28.05 吋汞柱） | 關島、菲律賓、中國大陸             | $10億     | 1,142     | [ 31 ]                             |
| 羅伊          | 賴恩       | 1988年1月7日 – 19日      | 四級颱風   | 215 公里/小時（135 英里/小時） | 940 百帕（27.76 吋汞柱） | 密克羅尼西亞、菲律賓               | $2850萬   | 2         | [ 32 ]                             |
| 麥克          | 麥尼       | 1990年11月5日 – 18日     | 五級颱風   | 280 公里/小時（175 英里/小時） | 915 百帕（27.02 吋汞柱） | 密克羅尼西亞、菲律賓、中國大陸     | $3.89億   | 748       | [ 33 ] [ 34 ]                      |
| 密瑞兒        | 梅麗莎     | 1991年9月13日 – 27日     | 四級颱風   | 240 公里/小時（150 英里/小時） | 925 百帕（27.32 吋汞柱） | 馬里亞納群島、日本、南韓           | $100億    | 66        | [ 35 ]                             |
| 黛瑪          | 泰瑞莎     | 1991年11月1日 – 8日      | 熱帶風暴   | 85 公里/小時（50 英里/小時）   | 992 百帕（29.29 吋汞柱） | 菲律賓、越南                       | $2767萬   | >5,081    | [ 36 ] [ 37 ] [ 38 ] [ 39 ]        |
| 奧馬          | 奧斯卡     | 1992年8月20日 – 9月6日   | 四級颱風   | 240 公里/小時（150 英里/小時） | 920 百帕（27.17 吋汞柱） | 馬里亞納群島、關島、臺灣、中國大陸 | $5.61億   | 15        | [ 40 ]                             |
| 11個名稱      | 數據參考： | 數據參考：               | 數據參考： | 數據參考：                     | 數據參考：               | 數據參考：                         | $146億    | >7494     |                                    |

## 21世紀除名名稱
列表內名單會列出其巔峰強度，最高持續風速是以十分鐘平均風速來計算；而有關風災帶來的經濟損失是以當年美元計算。另外，據日本氣象廳對熱帶氣旋等級的定義，此列表中會以不同顏色代表不同級別的熱帶氣旋：
- 青色背景代表熱帶風暴，十分鐘平均風速為63－87公里／小时。
- 淡綠色背景代表強烈熱帶風暴，十分鐘平均風速為88－117公里／小时。
- 黃色背景代表颱風，十分鐘平均風速為118－156公里／小时。
- 紅色背景代表強烈颱風，十分鐘平均風速為156－193公里／小时。
- 紫色背景代表猛烈颱風，十分鐘平均風速為194公里／小时或以上。

另外，菲律賓和越南的氣象部門名稱全稱過長。為免影響排版，在「提出除名機構」一欄會使用官方簡稱以代表這兩家氣象機構：「PAGASA」即菲律賓大氣地球物理及天文服務管理局；「NCHMF」即越南中央水文氣象預報中心。

### 2000年代
| 名稱     | 替代 名稱  | 持續日期                      | 最高 強度      | 最高持續風速                   | 中心最低氣壓              | 受影響地區 （#重創地區）           | 提出除名機構 | 經濟 損失 | 死亡 人數 | 參考                                      |
| -------- | ---------- | ----------------------------- | -------------- | ------------------------------ | ------------------------- | ---------------------------------- | ------------ | --------- | --------- | ----------------------------------------- |
| 翰文     | 莫拉克     | 此名稱未被使用                | 此名稱未被使用 | 此名稱未被使用                 | 此名稱未被使用            | 此名稱未被使用                     | 印度气象局   | 無        | 無        | [ 12 ]                                    |
| 庫都     | 艾利       | 此名稱未被使用                | 此名稱未被使用 | 此名稱未被使用                 | 此名稱未被使用            | 此名稱未被使用                     | 新加坡氣象局 | 無        | 無        | [ 12 ]                                    |
| 畫眉     | 琵琶       | 2001年12月26日 – 2002年1月1日 | 熱帶風暴       | 85 公里/小時（50 英里/小時）   | 1006 百帕（29.71 吋汞柱） | 新加坡、馬來西亞、印尼             | 日本氣象廳   | $360萬    | 5         | [ 41 ]                                    |
| 查特安   | 麥德姆     | 2002年6月27日 – 7月13日       | 強烈颱風       | 175 公里/小時（110 英里/小時） | 930 百帕（27.46 吋汞柱）  | 楚克島#、關島、日本                | 美國氣象局   | $6.6億    | 54        | [ 42 ] [ 43 ] [ 44 ]                      |
| 鹿莎     | 鸚鵡       | 2002年8月22日 – 9月4日        | 颱風           | 150 公里/小時（90 英里/小時）  | 950 百帕（28.05 吋汞柱）  | 日本、南韓#、北韓                  | 韓國氣象廳   | $42億     | 238       | [ 45 ]                                    |
| 鳳仙     | 紅霞       | 2002年12月2日 – 12日          | 強烈颱風       | 165 公里/小時（105 英里/小時） | 940 百帕（27.76 吋汞柱）  | 馬里亞納群島#                      | 美國氣象局   | $7.3億    | 1         | [ 46 ] [ 47 ]                             |
| 欣欣     | 白海豚       | 2003年1月11日 – 21日          | 熱帶風暴       | 65 公里/小時（40 英里/小時）   | 1000 百帕（29.53 吋汞柱） | 馬里亞納群島                       | 香港天文台   | 無        | 無        | [ 48 ]                                    |
| 伊布都   | 莫拉菲     | 2003年7月15日 – 25日          | 強烈颱風       | 165 公里/小時（105 英里/小時） | 935 百帕（27.61 吋汞柱）  | 菲律賓#、中國大陸、港澳            | PAGASA       | $3.4億    | 64        | [ 49 ] [ 50 ] [ 51 ]                      |
| 鳴蟬     | 彩虹       | 2003年9月4日 – 16日           | 猛烈颱風       | 195 公里/小時（120 英里/小時） | 910 百帕（26.87 吋汞柱）  | 南韓#、北韓                        | 韓國氣象廳   | $48億     | 117       | [ 45 ]                                    |
| 蘇特     | 銀河       | 2004年4月2日 – 18日           | 強烈颱風       | 165 公里/小時（105 英里/小時） | 940 百帕（27.76 吋汞柱）  | 雅浦島#、關島                      | 美國氣象局   | $1400萬   | 無        | [ 52 ]                                    |
| 婷婷     | 獅子山       | 2004年6月24日 – 7月4日        | 颱風           | 150 公里/小時（90 英里/小時）  | 955 百帕（28.20 吋汞柱）  | 馬里亞納群島、日本                 | 香港天文台   | $2370萬   | 12        | [ 53 ] [ 54 ]                             |
| 雲娜     | 凡亞比     | 2004年8月6日 – 15日           | 颱風           | 150 公里/小時（90 英里/小時）  | 950 百帕（28.05 吋汞柱）  | 中國大陸#、日本                    | 中央氣象台   | $24.4億   | 169       | [ 55 ] [ 56 ]                             |
| 麥莎     | 帕卡       | 2005年7月30日 – 8月9日        | 颱風           | 150 公里/小時（90 英里/小時）  | 950 百帕（28.05 吋汞柱）  | 中國大陸#、臺灣                    | 中央氣象台   | $22.3億   | 29        | [ 57 ] [ 58 ]                             |
| 彩蝶     | 杜蘇芮     | 2005年8月29日 – 9月9日        | 強烈颱風       | 175 公里/小時（110 英里/小時） | 925 百帕（27.32 吋汞柱）  | 馬里亞納群島#、日本、南韓          | 颱風委員會   | $5.35億   | 32        | [ 57 ]                                    |
| 龍王     | 海葵       | 2005年9月25日 – 10月3日       | 強烈颱風       | 175 公里/小時（110 英里/小時） | 930 百帕（27.46 吋汞柱）  | 臺灣、中國大陸#                    | 中央氣象台   | $9.71億   | 149       | [ 59 ] [ 60 ] [ 61 ] [ 62 ] [ 63 ] [ 64 ] |
| 珍珠     | 三巴       | 2006年5月8日 – 19日           | 強烈颱風       | 175 公里/小時（110 英里/小時） | 930 百帕（27.46 吋汞柱）  | 菲律賓#、臺灣、中國大陸#、越南#    | NCHMF        | $4.78億   | 268       | [ 65 ] [ 66 ]                             |
| 碧利斯   | 馬力斯     | 2006年7月8日 – 16日           | 強烈熱帶風暴   | 110 公里/小時（70 英里/小時）  | 970 百帕（28.64 吋汞柱）  | 菲律賓、臺灣、中國大陸#            | 中央氣象台   | $44億     | 859       | [ 67 ] [ 68 ] [ 69 ]                      |
| 桑美     |            | 2006年8月4日 – 11日           | 猛烈颱風       | 195 公里/小時（120 英里/小時） | 925 百帕（27.32 吋汞柱）  | 馬里亞納群島、臺灣、中國大陸#      | 中央氣象台   | $25億     | 458       | [ 69 ] [ 70 ]                             |
| 象神     | 麗琵       | 2006年9月25日 – 10月2日       | 颱風           | 155 公里/小時（100 英里/小時） | 925 百帕（27.76 吋汞柱）  | 菲律賓#、越南#、泰國               | PAGASA       | $7.5億    | 312       | [ 71 ] [ 72 ] [ 73 ] [ 74 ]               |
| 榴槤     | 山竹       | 2006年11月25日 – 12月7日      | 猛烈颱風       | 195 公里/小時（120 英里/小時） | 915 百帕（27.02 吋汞柱）  | 菲律賓#、越南、泰國                | PAGASA       | >$4億     | >1,500    | [ 76 ] [ 77 ] [ 78 ] [ 79 ]               |
| 莫拉克   | 艾莎尼     | 2009年8月2日 – 12日           | 颱風           | 140 公里/小時（85 英里/小時）  | 945 百帕（27.90 吋汞柱）  | 臺灣#、中國大陸#、南韓、北韓       | 一名澳門居民 | $62億     | 789       | [ 80 ] [ 81 ]                             |
| 凱薩娜   | 薔琵       | 2009年9月23日 – 30日          | 颱風           | 130 公里/小時（80 英里/小時）  | 960 百帕（28.35 吋汞柱）  | 菲律賓#、越南#、寮國、柬埔寨、泰國 | PAGASA       | $10.9億   | 918       | [ 82 ]                                    |
| 芭瑪     | 煙花       | 2009年9月27日 – 10月14日      | 強烈颱風       | 185 公里/小時（115 英里/小時） | 930 百帕（27.46 吋汞柱）  | 菲律賓#、中國大陸、越南            | PAGASA       | $6.42億   | 500       | [ 83 ] [ 84 ] [ 85 ]                      |
| 23個名稱 | 數據參考： | 數據參考：                    | 數據參考：     | 數據參考：                     | 數據參考：                | 數據參考：                         |              | >$335億   | >6,474    |                                           |

### 2010年代
| 名稱     | 替代 名稱  | 持續日期                 | 最高 強度    | 最高持續風速                   | 中心最低氣壓             | 受影響地區 （#重創地區）                   | 提出除名機構 | 經濟 損失 | 死亡 人數 | 參考                                    |
| -------- | ---------- | ------------------------ | ------------ | ------------------------------ | ------------------------ | ------------------------------------------ | ------------ | --------- | --------- | --------------------------------------- |
| 凡亞比   | 雷伊       | 2010年9月14日 – 21日     | 強烈颱風     | 175 公里/小時（110 英里/小時） | 930 百帕（27.46 吋汞柱） | 臺灣、中國大陸#                            | 中央氣象台   | $10億     | 105       | [ 90 ] [ 91 ]                           |
| 天鷹     | 天鴿       | 2011年12月13日 – 19日    | 強烈熱帶風暴 | 95 公里/小時（60 英里/小時）   | 992 百帕（29.29 吋汞柱） | 密克羅尼西亞、帛琉、菲律賓#                | PAGASA       | $9780萬   | 2,546     | [ 92 ] [ 93 ]                           |
| 韋森特   | 蘭恩       | 2012年7月18日 – 25日     | 颱風         | 150 公里/小時（90 英里/小時）  | 950 百帕（28.05 吋汞柱） | 菲律賓、中國大陸、港澳、越南               | 美國氣象局   | $3.24億   | 13        | [ 94 ]                                  |
| 寶霞     | 安比       | 2012年11月25日 – 12月9日 | 強烈颱風     | 185 公里/小時（115 英里/小時） | 930 百帕（27.46 吋汞柱） | 密克羅尼西亞、菲律賓#                      | PAGASA       | $10.4億   | 1,901     | [ 95 ]                                  |
| 清松     | 雲雀       | 2013年1月1日 – 10日      | 強烈熱帶風暴 | 95 公里/小時（60 英里/小時）   | 990 百帕（29.23 吋汞柱） | 菲律賓、越南、馬來西亞                     | 馬國氣象局   | 輕微      | 2         | [ 97 ] [ 98 ]                           |
| 尤特     | 百里嘉     | 2013年8月8日 – 18日      | 猛烈颱風     | 195 公里/小時（120 英里/小時） | 925 百帕（27.32 吋汞柱） | 菲律賓#、中國大陸#、港澳                   | PAGASA       | $35.6億   | 97        | [ 99 ] [ 100 ] [ 101 ]                  |
| 菲特     | 木恩       | 2013年9月29日 – 10月7日  | 颱風         | 140 公里/小時（85 英里/小時）  | 960 百帕（28.35 吋汞柱） | 中國大陸#、臺灣、日本                      | 中央氣象台   | $104億    | 12        | [ 99 ]                                  |
| 海燕     | 白鹿       | 2013年11月3日 – 11日     | 猛烈颱風     | 230 公里/小時（145 英里/小時） | 895 百帕（26.43 吋汞柱） | 帛琉、菲律賓#、越南、中國大陸              | PAGASA       | $45.5億   | 8,052     | [ 99 ] [ 102 ]                          |
| 威馬遜   | 博羅依     | 2014年7月9日 – 20日      | 強烈颱風     | 165 公里/小時（105 英里/小時） | 935 百帕（27.61 吋汞柱） | 菲律賓#、中國大陸#、越南                   | 中央氣象台   | $80.8億   | 222       | [ 103 ] [ 104 ] [ 105 ]                 |
| 蘇迪勒   | 沙德爾     | 2015年7月29日 – 8月11日  | 猛烈颱風     | 215 公里/小時（130 英里/小時） | 900 百帕（26.58 吋汞柱） | 馬里亞納群島、日本、臺灣、中國大陸#        | 中央氣象台   | $38.4億   | 40        | [ 106 ] [ 107 ] [ 108 ] [ 109 ] [ 110 ] |
| 彩虹     | 舒力基     | 2015年9月30日 – 10月5日  | 颱風         | 155 公里/小時（100 英里/小時） | 950 百帕（28.05 吋汞柱） | 菲律賓、中國大陸#                          | 中央氣象台   | $42.5億   | 29        | [ 106 ] [ 111 ] [ 110 ]                 |
| 巨爵     | 小熊       | 2015年10月12日 – 21日    | 強烈颱風     | 185 公里/小時（115 英里/小時） | 925 百帕（27.32 吋汞柱） | 菲律賓#                                    | PAGASA       | $3.09億   | 62        | [ 106 ] [ 112 ]                         |
| 茉莉     | 查帕卡     | 2015年12月9日 – 17日     | 強烈颱風     | 175 公里/小時（110 英里/小時） | 935 百帕（27.61 吋汞柱） | 菲律賓#                                    | PAGASA       | $1.49億   | 51        | [ 106 ] [ 113 ]                         |
| 莫蘭蒂   | 妮亞圖     | 2016年9月9日 – 16日      | 猛烈颱風     | 220 公里/小時（140 英里/小時） | 890 百帕（26.28 吋汞柱） | 菲律賓、臺灣#、中國大陸#                   | 中央氣象台   | $48億     | 47        | [ 114 ] [ 115 ] [ 116 ] [ 117 ]         |
| 莎莉嘉   | 翠絲       | 2016年10月13日 – 19日    | 強烈颱風     | 175 公里/小時（110 英里/小時） | 935 百帕（27.61 吋汞柱） | 菲律賓#、中國大陸、越南                    | PAGASA       | $8.76億   | 37        | [ 114 ] [ 118 ] [ 119 ] [ 120 ]         |
| 海馬     | 木蘭       | 2016年10月14日 – 22日    | 猛烈颱風     | 215 公里/小時（130 英里/小時） | 900 百帕（26.58 吋汞柱） | 菲律賓#、臺灣、中國大陸、港澳              | PAGASA       | $9.76億   | 19        | [ 114 ] [ 121 ] [ 116 ]                 |
| 洛坦     | 軒嵐諾     | 2016年12月20日 – 28日    | 猛烈颱風     | 195 公里/小時（120 英里/小時） | 915 百帕（27.02 吋汞柱） | 菲律賓#                                    | PAGASA       | $1.28億   | 13        | [ 114 ] [ 122 ]                         |
| 天鴿     | 山貓       | 2017年8月19日 – 24日     | 颱風         | 140 公里/小時（85 英里/小時）  | 965 百帕（28.50 吋汞柱） | 菲律賓、臺灣、中國大陸#、香港、澳門#、越南 | 中央氣象台   | $68.2億   | 24        | [ 123 ] [ 124 ] [ 125 ] [ 126 ]         |
| 啟德     | 鴛鴦       | 2017年12月13日 – 23日    | 熱帶風暴     | 75 公里/小時（45 英里/小時）   | 994 百帕（29.35 吋汞柱） | 菲律賓#、馬來西亞                          | PAGASA       | $7500萬   | 83        | [ 127 ] [ 128 ]                         |
| 天秤     | 小犬       | 2017年12月20日 – 26日    | 颱風         | 130 公里/小時（80 英里/小時）  | 970 百帕（28.64 吋汞柱） | 菲律賓#、馬來西亞、越南                    | PAGASA       | $4240萬   | 266       | [ 129 ] [ 130 ]                         |
| 温比亚   | 普拉桑     | 2018年8月15日 – 18日     | 熱帶風暴     | 85 公里/小時（50 英里/小時）   | 985 百帕（29.09 吋汞柱） | 日本、中國大陸                             | 中央氣象台   | $53.6億   | 53        | [ 131 ] [ 132 ]                         |
| 山竹     | 山陀兒     | 2018年9月7日 – 17日      | 猛烈颱風     | 205 公里/小時（125 英里/小時） | 905 百帕（26.72 吋汞柱） | 關島、菲律賓#、臺灣、中國大陸、港澳        | PAGASA       | $37.4億   | 134       | [ 133 ] [ 134 ] [ 135 ] [ 136 ]         |
| 玉兔     | 銀杏       | 2018年10月21日 – 11月3日 | 猛烈颱風     | 215 公里/小時（130 英里/小時） | 900 百帕（26.58 吋汞柱） | 馬里亞納群島#、菲律賓#                     | 美國氣象局   | $8.54億   | 30        | [ 138 ] [ 139 ]                         |
| 利奇馬   | 竹節草     | 2019年8月2日 – 13日      | 猛烈颱風     | 195 公里/小時（120 英里/小時） | 925 百帕（27.32 吋汞柱） | 菲律賓、沖繩、臺灣、南韓、中國大陸#        | 中央氣象台   | $92.8億   | 90        | [ 140 ] [ 141 ] [ 142 ] [ 143 ]         |
| 法茜     | 藍湖       | 2019年9月2日 – 9日       | 颱風         | 155 公里/小時（100 英里/小時） | 955 百帕（28.20 吋汞柱） | 日本#                                      | 日本氣象廳   | $81.2億   | 1         | [ 140 ] [ 144 ] [ 145 ]                 |
| 海貝思   | 樺加沙     | 2019年10月4日 – 13日     | 猛烈颱風     | 195 公里/小時（120 英里/小時） | 915 百帕（27.02 吋汞柱） | 日本#、南韓、俄遠東、阿拉斯加              | 日本氣象廳   | >$150億   | 99        | [ 140 ] [ 144 ] [ 146 ]                 |
| 北冕     | 天琴       | 2019年11月24日 – 12月6日 | 強烈颱風     | 165 公里/小時（105 英里/小時） | 950 百帕（28.05 吋汞柱） | 加羅林群島、馬里亞納群島、菲律賓#          | PAGASA       | $1.16億   | 12        | [ 140 ] [ 147 ]                         |
| 巴蓬     | 洛鞍       | 2019年12月19日 – 29日    | 颱風         | 150 公里/小時（90 英里/小時）  | 970 百帕（28.64 吋汞柱） | 加羅林群島、菲律賓#                        | PAGASA       | $6720萬   | 50        | [ 140 ] [ 148 ]                         |
| 28個名稱 | 數據參考： | 數據參考：               | 數據參考：   | 數據參考：                     | 數據參考：               | 數據參考：                                 |              | $939億    | 14,109    |                                         |

### 2020年代
| 名稱     | 替代 名稱  | 持續日期                 | 最高 強度    | 最高持續風速                   | 中心最低氣壓             | 受影響地區 （#重創地區）                                  | 提出除名機構       | 經濟 損失 | 死亡 人數 | 參考                            |
| -------- | ---------- | ------------------------ | ------------ | ------------------------------ | ------------------------ | --------------------------------------------------------- | ------------------ | --------- | --------- | ------------------------------- |
| 黃蜂     | 西望洋     | 2020年5月10日 – 17日     | 颱風         | 155 公里/小時（100 英里/小時） | 960 百帕（28.35 吋汞柱） | 臺灣、帛琉、菲律賓#                                       | PAGASA             | $5000萬   | 5         | [ 149 ] [ 150 ]                 |
| 蓮花     | 琵鷺       | 2020年10月9日 – 13日     | 熱帶風暴     | 75 公里/小時（45 英里/小時）   | 994 百帕（29.35 吋汞柱） | 菲律賓、越南#、柬埔寨、寮國、泰國、緬甸                   | NCHMF              | $7.67億   | 137       | [ 149 ] [ 151 ] [ 152 ] [ 153 ] |
| 莫拉菲   | 紫檀       | 2020年10月23日 – 29日    | 強烈颱風     | 165 公里/小時（105 英里/小時） | 940 百帕（27.76 吋汞柱） | 越南、寮國、菲律賓#                                       | PAGASA             | $6.6億    | 71        | [ 149 ] [ 154 ] [ 155 ]         |
| 天鵝     | 簡拉維     | 2020年10月26日 – 11月6日 | 猛烈颱風     | 220 公里/小時（140 英里/小時） | 905 百帕（26.72 吋汞柱） | 柬埔寨、越南、寮國、菲律賓#                               | PAGASA             | $4億      | 32        | [ 149 ] [ 156 ] [ 157 ]         |
| 環高     | 班朗       | 2020年11月8日 – 16日     | 颱風         | 155 公里/小時（100 英里/小時） | 955 百帕（28.20 吋汞柱） | 越南、寮國、菲律賓#、泰國                                 | PAGASA             | $4.22億   | 101       | [ 149 ] [ 158 ]                 |
| 康森     | 浮莲       | 2021年9月6日 – 14日      | 強烈熱帶風暴 | 95 公里/小時（60 英里/小時）   | 992 百帕（29.29 吋汞柱） | 菲律賓#、中國大陸、越南                                   | PAGASA             | $3610萬   | 22        | [ 159 ] [ 160 ] [ 161 ]         |
| 圓規     | 道玑       | 2021年10月7日 – 14日     | 強烈熱帶風暴 | 100 公里/小時（65 英里/小時）  | 975 百帕（28.79 吋汞柱） | 菲律賓#、港澳、越南、寮國、中國大陸                       | PAGASA             | $2.45億   | 44        | [ 159 ] [ 162 ] [ 163 ]         |
| 雷伊     | 沙布爾     | 2021年12月12日 – 22日    | 猛烈颱風     | 195 公里/小時（120 英里/小時） | 915 百帕（27.02 吋汞柱） | 加羅林群島、菲律賓#、越南、中國大陸                       | PAGASA             | $12.2億   | 410       | [ 159 ] [ 164 ] [ 165 ]         |
| 馬勒卡   | 阿穆丘     | 2022年4月6日 – 20日      | 強烈颱風     | 165 公里/小時（105 英里/小時） | 945 百帕（27.90 吋汞柱） | 加羅林群島、小笠原群島                                    | 英國氣象局         | 0         | 0         | [ 166 ]                         |
| 鮎魚     | 古莎莉     | 2022年4月9日 – 13日      | 熱帶風暴     | 75 公里/小時（45 英里/小時）   | 996 百帕（29.41 吋汞柱） | 菲律賓#                                                   | PAGASA             | $9080萬   | 214       | [ 167 ] [ 168 ]                 |
| 馬鞍     | 青馬       | 2022年8月21日 – 26日     | 強烈熱帶風暴 | 100 公里/小時（65 英里/小時）  | 985 百帕（29.09 吋汞柱） | 菲律賓#、中國大陸、港澳、越南                             | PAGASA             | $4810萬   | 7         | [ 167 ] [ 169 ] [ 170 ]         |
| 軒嵐諾   | 坡鹿       | 2022年8月28日 – 9月9日   | 猛烈颱風     | 195 公里/小時（120 英里/小時） | 920 百帕（27.17 吋汞柱） | 琉球群島、臺灣、中國大陸、韓國#、俄遠東                   | 韓國氣象廳         | $12.3億   | 12        | [ 167 ] [ 171 ] [ 172 ]         |
| 奧鹿     | 核桃       | 2022年9月21日 – 29日     | 強烈颱風     | 175 公里/小時（110 英里/小時） | 940 百帕（27.76 吋汞柱） | 菲律賓#、越南、寮國、柬埔寨、泰國                         | PAGASA             | $2620萬   | 40        | [ 167 ] [ 173 ] [ 174 ] [ 175 ] |
| 尼格     | 蜻蜓       | 2022年10月26日 – 11月3日 | 強烈熱帶風暴 | 110 公里/小時（70 英里/小時）  | 975 百帕（28.79 吋汞柱） | 菲律賓#、港澳、中國大陸                                   | PAGASA             | $2.7億    | 160       | [ 167 ] [ 176 ]                 |
| 杜蘇芮   | 布里       | 2023年7月20日 – 30日     | 強烈颱風     | 185 公里/小時（115 英里/小時） | 925 百帕（27.32 吋汞柱） | 帛琉、菲律賓#、臺灣、中國大陸#                            | PAGASA、中央氣象台 | $284億    | 137       | [ 177 ] [ 178 ] [ 179 ] [ 180 ] |
| 蘇拉     | 海星       | 2023年8月22日 – 9月4日   | 猛烈颱風     | 195 公里/小時（120 英里/小時） | 920 百帕（27.17 吋汞柱） | 菲律賓#、臺灣、中國大陸、港澳、越南                       | PAGASA             | $5.45億   | 3         | [ 177 ] [ 180 ] [ 181 ]         |
| 海葵     | 天馬       | 2023年8月27日 – 9月6日   | 颱風         | 155 公里/小時（100 英里/小時） | 945 百帕（27.91 吋汞柱） | 菲律賓、中國大陸#、臺灣、港澳#                            | 中央氣象台         | $23.1億   | 16        | [ 177 ] [ 180 ] [ 182 ]         |
| 艾雲尼   | 待定       | 2024年5月24日 – 31日     | 颱風         | 140 公里/小時（85 英里/小時）  | 970 百帕（28.64 吋汞柱） | 菲律賓#、日本                                             | PAGASA             | $2090萬   | 6         | [ 183 ] [ 184 ]                 |
| 摩羯     | 待定       | 2024年8月31日 – 9月9日   | 猛烈颱風     | 195 公里/小時（120 英里/小時） | 915 百帕（27.02 吋汞柱） | 帕勞、菲律賓#、港澳、中國大陸、越南#、泰國、緬甸、寮國    | PAGASA、中央氣象台 | $150億    | 926       | [ 183 ] [ 185 ] [ 186 ] [ 187 ] |
| 燕子     | 待定       | 2024年9月26日 – 10月2日  | 颱風         | 120 公里/小時（75 英里/小時）  | 980 百帕（28.94 吋汞柱） | 關岛、北馬里亞納群島、日本                                | 英國氣象局         | 輕微      | 0         | [ 183 ]                         |
| 山陀兒   | 待定       | 2024年9月26日 – 10月4日  | 猛烈颱風     | 195 公里/小時（120 英里/小時） | 920 百帕（27.17 吋汞柱） | 菲律賓#、臺灣、琉球群島                                   | PAGASA             | $5128萬   | 18        | [ 183 ] [ 188 ] [ 189 ]         |
| 潭美     | 待定       | 2024年10月20日 – 30日    | 強烈熱帶風暴 | 110 公里/小時（70 英里/小時）  | 970 百帕（28.64 吋汞柱） | 帕勞、菲律賓#、臺灣、中國大陸、越南、寮國、柬埔寨、泰國   | PAGASA             | $4.26億   | 178       | [ 183 ] [ 190 ] [ 191 ]         |
| 康芮     | 待定       | 2024年10月24日 – 11月1日 | 強烈颱風     | 185 公里/小時（115 英里/小時） | 925 百帕（27.32 吋汞柱） | 關島、北馬里亞納群島、菲律賓#、臺灣、中國大陸、韓國、日本 | PAGASA             | $1.49億   | 3         | [ 183 ] [ 192 ]                 |
| 桔梗     | 待定       | 2024年11月8日 – 16日     | 颱風         | 130 公里/小時（80 英里/小時）  | 980 百帕（28.94 吋汞柱） | 菲律賓#、中國大陸、港澳                                   | PAGASA             | $776萬    | 4         | [ 183 ] [ 193 ] [ 194 ]         |
| 萬宜     | 待定       | 2024年11月8日 – 20日     | 猛烈颱風     | 195 公里/小時（120 英里/小時） | 920 百帕（27.17 吋汞柱） | 北馬里亞納群島、加羅林群島、關島、帕勞、菲律賓#、中國大陸 | PAGASA             | $7605萬   | 14        | [ 183 ] [ 195 ]                 |
| 天兔     | 待定       | 2024年11月9日 – 17日     | 強烈颱風     | 175 公里/小時（110 英里/小時） | 940 百帕（27.76 吋汞柱） | 菲律賓#、臺灣                                             | PAGASA             | $956萬    | 0         | [ 183 ] [ 196 ]                 |
| 25個名稱 | 數據參考： | 數據參考：               | 數據參考：   | 數據參考：                     | 數據參考：               | 數據參考：                                                |                    |           |           |                                 |

## 參看
- 太平洋颱風季
- 熱帶氣旋
- 西太平洋颱風命名
- 日本氣象廳

## 外部連結
- （英文）http://www.usno.navy.mil/JTWC/（页面存档备份，存于） 聯合颱風警報中心首頁
- （繁體中文）http://www.cwb.gov.tw/（页面存档备份，存于） 中央氣象局首頁
- （简体中文）https://web.archive.org/web/20120928121548/http://www.nmc.gov.cn/ 中央氣象台首頁
- （日語）http://www.jma.go.jp/jma/index.html（页面存档备份，存于） 日本氣象廳首頁
- （繁體中文）http://www.hko.gov.hk/（页面存档备份，存于） 香港天文台首頁
- （繁體中文）http://www.smg.gov.mo/（页面存档备份，存于） 澳門地球物理暨氣象局首頁
- （英文）http://www.pagasa.dost.gov.ph/（页面存档备份，存于） 菲律宾大气地球物理和天文管理局首頁
- （日語）http://agora.ex.nii.ac.jp/digital-typhoon/（页面存档备份，存于） 數位颱風首頁